# 木卫三十

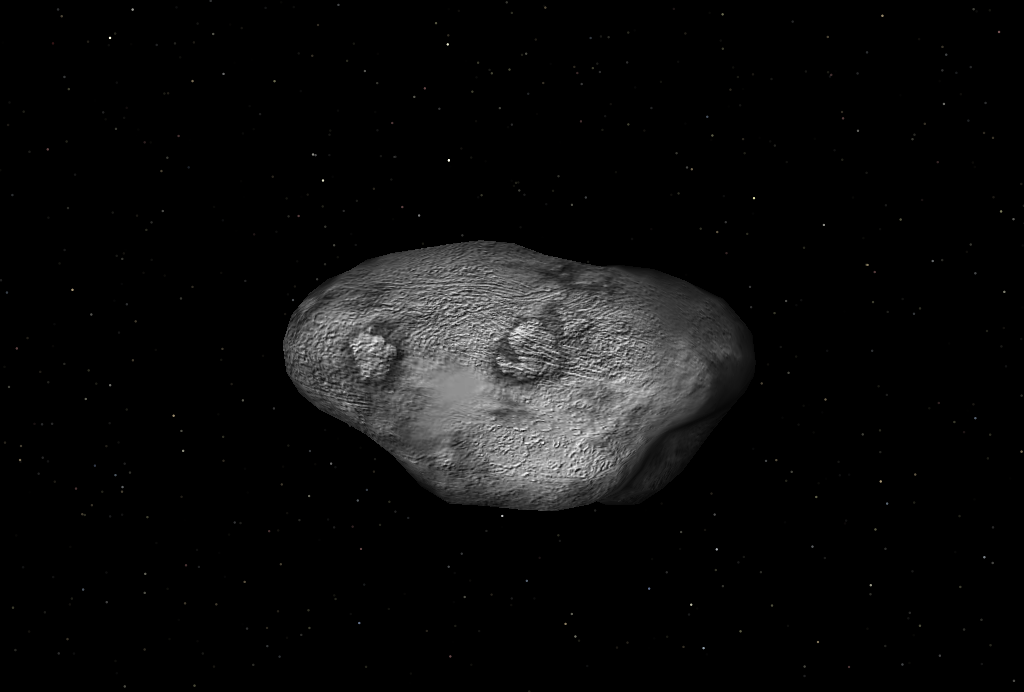
望遠鏡下拍攝的木衛三十。

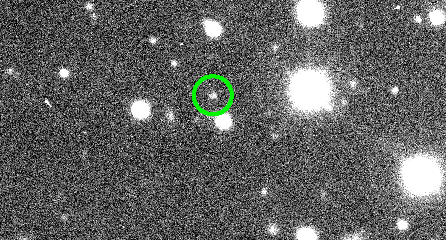
用哈伯望遠鏡所拍攝下來的木衛三十。

木卫三十又稱為「赫密佩」（S/2001 J 3，Hermippe），是环绕木星运行的一颗逆行不規則卫星。
木卫三十在2002年由斯科特·谢泼德領導的天文學家小組於夏威夷大學發現。以木衛三十的軌道特性來分類的話，有可能會被歸類到阿南刻衛星群。木衛三十的直径4公里，质量0.0090×1016公斤，半长轴21,182,086公里，公转週期629.81個地球日，轨道倾角151.242°，轨道离心率0.2290。